# Финляндский 4-й стрелковый полк
4-й Финляндский стрелковый полк — пехотная воинская часть Русской императорской армии.
Старшинство — 31 июля 1877 года. 
Полковой праздник — 30 января.
Место постоянной дислокации — г. Николайстадт (до 1903), г. Экенес

## Командиры
- 26.01.1894-08.04.1897 — полковник Благовещенский, Александр Александрович
- 11.04.1897-20.05.1904 — полковник фон Ганенфельдт, Александр Павлович
- 11.12.1908-02.11.1911 — полковник Лобановский, Алексей Францевич
- 02.11.1911-02.04.1914 — полковник (с 22.03.1914 генерал-майор) Селивачёв, Владимир Иванович
- 16.04.1914-после 01.07.1915 — полковник Калишевский, Анатолий Иосифович
- xx.xx.xxxx-20.05.1916 — полковник Буренин, Александр Евгениевич
- 14.06.1916-xx.xx.xxxx — полковник Меньшов, Орест Владимирович
- ранее 13.11.1916-xx.04.1917 — полковник Зильберг, Александр-Генрих-Йохан Александрович

## Георгиевские кавалеры
- Кучинев, Владимир Георгиевич
- Фененко, Вадим Михайлович